# Vitreanka, Rozdolne
Vitreanka (în ucraineană Вітрянка) este un sat în comuna Kovîlne din raionul Rozdolne, Republica Autonomă Crimeea, Ucraina.

## Demografie
Componența lingvistică a localității Vitreanka
     Rusă (64,91%)
     Ucraineană (15,79%)
     Tătară crimeeană (12,28%)
Conform recensământului din 2001, majoritatea populației localității Vitreanka era vorbitoare de rusă (64,91%), existând în minoritate și vorbitori de ucraineană (15,79%) și tătară crimeeană (12,28%).